# Doprsni kip papeža Gregorja XV.
Doprsni kip papeža Gregorja XV. je marmorna portretna skulptura italijanskega umetnika Giana Lorenza Berninija. Delo, izdelano leta 1621, je eden od treh doprsnih kipov, ki jih je ustvaril Bernini – druga dva sta bila ulita iz brona. Marmorni doprsni kip je stalno na ogled v Umetnostni galeriji Ontaria. Muzeju sta ga podarila Joey in Toby Tanenbaum.

## Ozadje
Bernini je začel delati marmorni doprsni kip takoj po izvolitvi papeža Gregorja XV. februarja 1621 in dokončal delo septembra istega leta. V tem času sta bila izdelana tudi dva bronasta odlitka. To mu je uspelo doseči s ponovno uporabo vzorca in razporeditve pluvijala, amikta in albe, ki jih je ustvaril za Doprsni kip papeža Pavla V. leta 1618. Za to delo je naredil le nekaj manjših sprememb na bočnih podobah sv. Petra in svetega Pavla ter spremenil podrobnosti morse ali zaponke pluvijala. Posledično sta si izklesana doprsna kipa obeh papežev zelo podobna. Pri obeh je Bernini glavo ugnezdil nizko v ovratnik in tako ustvaril trikotno silhueto.
Bernini je bil dobro nagrajen za svoj trud pri ustvarjanju doprsnega kipa papeža Gregorja XV. Dne 30. junija 1621 je Bernini pri dvaindvajsetih letih prejel papeški viteški naziv — vrhovni Kristusov red — in pripadajočo dosmrtno plačo. Leta 1622 je bila objavljena gravura kiparjevega portreta Ottavia Leonija, ki ga prikazuje s posebnim križem reda. Po tem so Berninija običajno imenovali Il Cavaliere (Vitez). Bernini je bil takrat počaščen tudi z izvolitvijo za ravnatelja Accademia di San Luca, društva umetnikov v Rimu, potem ko je bil član le tri leta. Skupaj z velikimi mitološkimi kipi, ki jih je izdelal v vili Borghese, so te časti zaznamovale povzetek njegovega zgodnjega uspeha.

## Opis
Doprsni kip papeža Gregorja XV. upodablja bolehnega, a duševno pozornega sedeminšestdesetletnega moškega, predstavljenega v veličastni vlogi papeža, poglavarja katoliške cerkve in močne sile v mednarodnih zadevah. Bernini je uporabil ogrinjalo – z zlatimi nitmi, trdim formalnim vezenjem in z dragulji okrašenim morsom – da bi predstavil moč in bogastvo Cerkve. Obrobni plošči, ki prikazujeta svetega Petra in svetega Pavla, prikazujeta papeževa svetniška zaščitnika in krepita službo varuha. Bernini kaže debelino tkanine in togost vezenine z »naglimi zavoji, s katerimi se prilagaja krivulji papeževih ramen«.
Papeževa glava je sklonjena, kot da bi jo obtežilo njegovo opravo, kar simbolizira težo in odgovornost njegove službe ter morda njegovo starost. Njegove oči so dvignjene in ustvarjajo mehke gube na čelu; njegov pogled je miren in daljnosežen, usmerjen izven gledalca proti večnosti. Papeževa koža je gladka in polirana ter odseva naravno bledico človekove polti, kot so jo opazili njegovi sodobniki. Gladkost njegove kože je izravnana z »ostrim, suhim izrezljanjem neštetih šopov las« okoli njegove postrižene glave ter vzdolž lic in čeljusti. Bernini te črte združi s papeževimi kodrastimi brki in brado, za katere se zdi, da »skoraj razkošno izbruhnejo« v svetlobi, senci in globini - vse to je ustvarilo Berninijevo najljubše kiparsko orodje, sveder.

## Tehnika
Berninijev pristop k portretiranju je bil edinstven v več pogledih. Za razliko od drugih umetnikov njegovega časa, ki so se zanašali predvsem na sedenje oseb – pristop, ki je pogosto prinesel toge in preveč formalne rezultate – je Bernini raje opazoval svoje subjekte pri njihovem vsakodnevnem delu in dejavnostih v določenem časovnem obdobju, pri čemer je naredil številne skice, ki so zajele njihove značilnosti, značilne poze in naravni izrazi. Te skice je uporabil za izdelavo preliminarnih modelov z uporabo vlažne gline. Z uporabo teh modelov bi Bernini nato začel marmorni portret subjekta. Šele proti koncu tega procesa klesanja portreta iz marmorja je temo prinesel na formalna srečanja. Ta pristop je upošteval tudi časovne omejitve njegove prezaposlene stranke.
Tudi Berninijev pristop k delu z belim marmorjem je bil inovativen. Nekoč je opazil, da sam material povzroča bledico, ki popači naravni videz, podobno učinku, ko bi oseba omedlela. Berninijeva tehnika za izravnavo te bledosti je bila ustvariti »barvne učinke« z uporabo številnih trikov, pretiravanj in popačenj, kot je globlje vrtanje na določenih mestih, da bi ustvarili »poudarke senc« in predstavitev figure na tak način, da bi ujela svetlobo. Ta pristop je očiten v njegovem Doprsnem kipu papeža Gregorja XV., z njegovim ustvarjanjem senc okoli oči, sinusov, gub v kotih oči in celo samih zenic.
Bernini je nekoč zapisal: »Zgolj podobnost ne zadošča. Treba je izraziti, kaj se dogaja v glavah junakov«. Nedvomno je umetnik gledal na svojega subjekta, voditelja katoliške cerkve, kot na junaško figuro. Rezultat Berninijevih prizadevanj je bil impresiven, kot je opazil neki pisec:
Mlademu kiparju je uspelo podati občudovanja vreden vtis značaja in razpoloženja; dostojanstvo in poštenost zakonodajalca sta združena z osebno ponižnostjo in občutljivostjo duhovnika. Fizična šibkost mesa je v nasprotju z duhovno odločnostjo reformatorskega papeža.[

## Bronasti modeli
Med delom na marmornem doprsnem kipu je Bernini ustvaril tudi dva enaka bronasta odlitka doprsnega kipa. Trenutno sta na ogled v muzeju Jacquemart-André v Parizu v Franciji in v Muzeju umetnosti Carnegie v Pittsburghu v Pensilvaniji v ZDA. Na splošno velja, da sta bila bronasta doprsna kipa ustvarjena kot replika, vendar se zdi, da nedavne študije kažejo, da je bil bronasti doprsni kip v Parizu prvi primerek, ki ga je izklesal Bernini, in je bil namenjen vodilnemu rimskemu zbiratelju.

## Izvor
Doprsni kip je bil ponovno odkrit kot avtentično delo Berninija šele v 1980-ih. Bil je v rokah angleškega plemiča in nato trgovca s starinami, preden ga je Nicholas Meinertzhagen, trgovec s starinami, prepoznal za Berninijevega. Meinertzhagenu, ki je doprsni kip kupil okoli leta 1978 za 240 funtov, ga je uspelo prodati naprej po ceni 132.000 funtov. Naslednjemu kupcu, Normanu Leitmanu, je uspelo doseči veliko višjo ceno, ko ga je leta 1983 prek dražitelja Sotheby's prodal kanadskima zbirateljema Joeyju in Tobyju Tanenbaumu za 2,78 milijona funtov — cena se je dramatično zvišala, potem ko je umetnostni zgodovinar Irving Lavin komentiral, da po njegovem mnenju »doprsni kip ni samo izvirnik, je v celoti avtograf (tj. z mojstrovo lastno roko) in eno najpopolnejših in najpomembnejših Berninijevih zgodnjih del«. Tanenbaumovi so nato del podarili Umetnostni galeriji iz Ontaria; vendar pa okoliščine donacije niso povsem jasne. Tanenbaumovi so poskušali prodati kos na dražbi Christie's leta 1990 za več kot 7 milijonov ameriških dolarjev — medtem ko so ponudbe na dražbi dosegle 6 milijonov ameriških dolarjev, dražba ni dosegla pričakovanega cilja in doprsni kip so umaknili iz te prodaje.